# Presse en Andalousie
 (janvier 2023).
Si vous disposez d'ouvrages ou d'articles de référence ou si vous connaissez des sites web de qualité traitant du thème abordé ici, merci de compléter l'article en donnant les références utiles à sa vérifiabilité et en les liant à la section « Notes et références ».
Cet article liste les titres de la presse andalouse

## Les titres de la presse locale, par province

### Almería
- La Voz de Almería
- Diario de Almería (es)
- Ideal Almeria

### Cadix
- Diario de Cádiz
- La Voz de Cadiz (es)
- Cadiz Informacion
- Viva Cadiz
- El Puero Informacion
- Europa Sur (es)
- Diario de Jerez (es)
- Diario Bahia de Cadiz

### Cordoue
- Córdoba (journal) (es)
- Diario de Córdoba (es)

### Grenade
- Ideal (journal) (es)
- Granada Hoy (es)
- La Opinión de Granada (es)

### Huelva
- Huelva Informacion (es)
- Odiel Información (es)

### Jaen
- Diario Jaén (es)
- Ideal (periódico) (es)
- Viva Jaen

### Malaga
- Sur (journal) (es)
- Malaga Hoy (es)
- Diario de Málaga (es)
- La Opinion de Malaga (es)
- Que Pasa

### Séville
- ABC
- Diario de Sevilla
- La Andalucía
- El Correo de Andalucia (es)
- Diario de viajes por Andalucia